# Gilbert of Moray

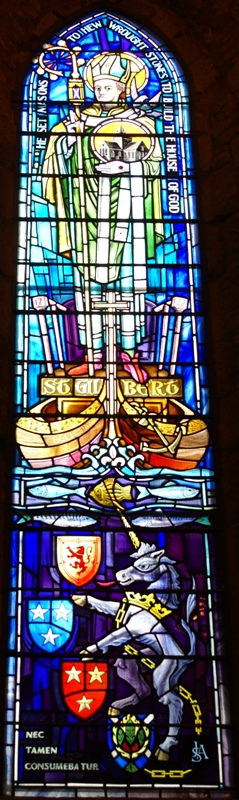
Gilbert of Morray. 1989 gefertigte Glasmalerei in der Kathedrale von Dornoch.

Gilbert of Moray (auch Gilbert de Moravia oder Gilbert of Caithness) († 1. April 1243 oder 1. April 1245) war ein schottischer Geistlicher. Ab 1223 war er Bischof von Caithness. Als durchsetzungsstarker Geistlicher konnte er den skandinavischen Einfluss in dem nordschottischen Bistum begrenzen und es unter die Kontrolle der schottischen Kirche bringen.

## Herkunft und Ausbildung
Die Herkunft von Gilbert ist ungeklärt. Noch bis ins späte 20. Jahrhundert und im frühen 21. Jahrhundert wird angenommen, dass er der nordschottischen Adelsfamilie Murray entstammte. Die Familie Murray erwarb während seiner Amtszeit als Bischof das nordschottische Earldom Sutherland, doch in keiner der Urkunden, in denen Gilbert zusammen mit Mitgliedern der Familie genannt wird, wird eine Verwandtschaft erwähnt. Er hatte einen Bruder namens Richard, dem er 1235 seinen Landbesitz in Nordschottland übertrug. Gilbert hatte wahrscheinlich studiert, da er zwischen 1207 und 1211 als Master bezeichnet wird. Wo er studiert hatte, ist aber unbekannt. Die Annahme des Chronisten Walter Bower, dass er mit dem jungen Geistlichen Gilbert identisch ist, der 1176 im nordenglischen Northampton in einer flammenden Rede die Unabhängigkeit der schottischen Kirche verteidigte, gilt als widerlegt. Ebenso wenig gibt es Belege für die Behauptung von Bower, dass Gilbert als Chamberlain von König Alexander II. gedient hat. Allerdings hatte Gilbert wohl vermutlich sowohl für König Wilhelm I. und für dessen Sohn Alexander II. Aufgaben für die königliche Verwaltung in Nordschottland übernommen.

## Dienst als Geistlicher und für den König

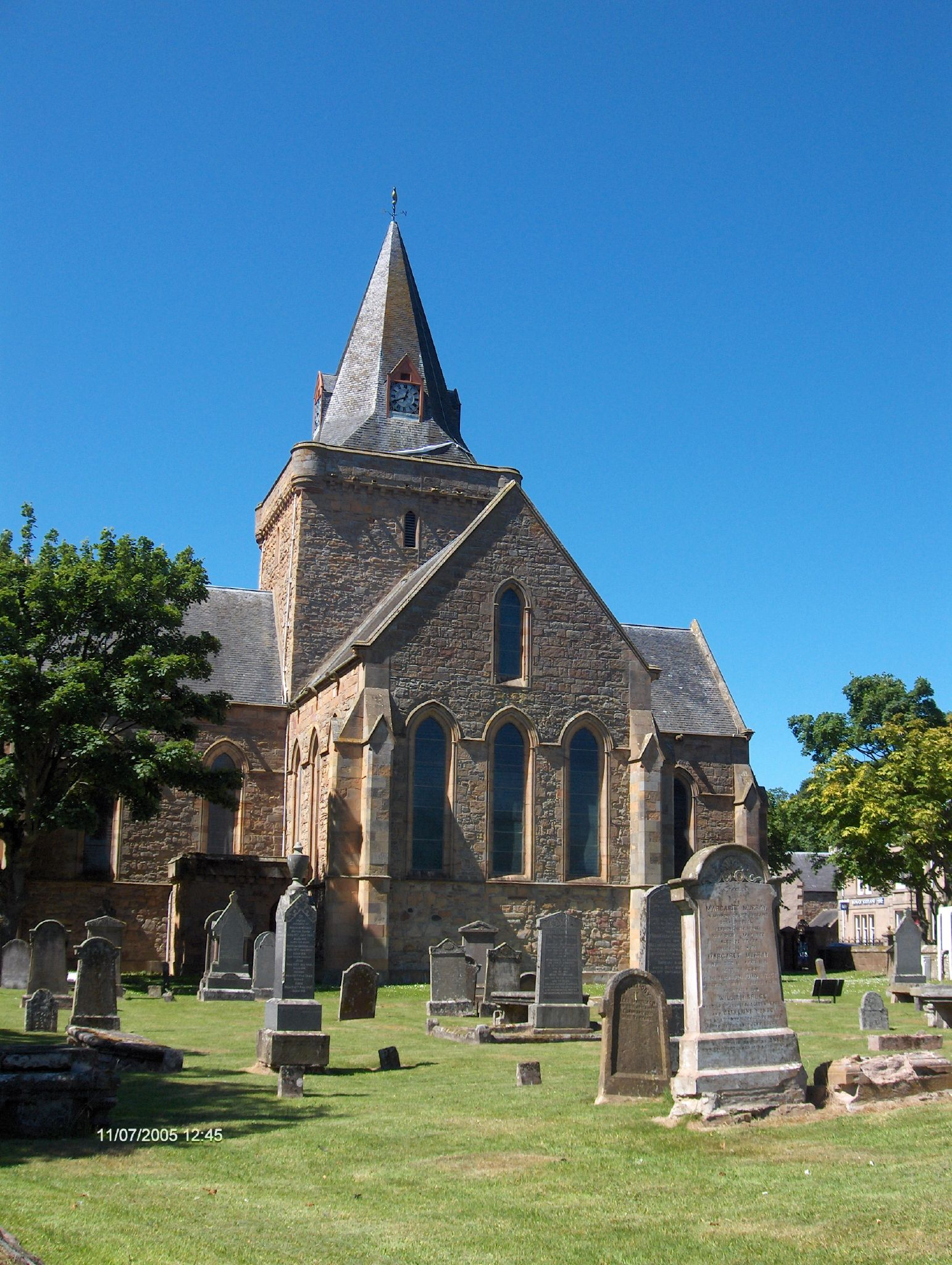
Die von Gilbert of Moray begonnene Kathedrale von Dornoch. Fotografie von 2005.

Vor etwa 1206 wurde Gilbert Archidiakon von Moray. In dieser Position beschwerte er sich über Bischof Brice Douglas über dessen Erpressungen und anderen Vergeben bei der Kurie. Andererseits war Gilbert am Bau von Burgen in der Region beteiligt, und wahrscheinlich aufgrund seiner Aufgaben in der königlichen Verwaltung erhielt er um 1211 von Hugh Freskin, dem Lord of Sutherland, umfangreichen Landbesitz geschenkt. König Wilhelm I. bestätigte diesen Landbesitz um 1212, ebenso um 1214 William, Lord of Sutherland, der Sohn und Erbe von Hugh Freskin. Diesen umfangreichen Landbesitz von Skelbo im Westen nach Invershin und zu den Grenzen von Ross verdankte Gilbert wohl seiner Stellung in der königlichen Verwaltung. Die schottischen Könige versuchten ihre Herrschaft auf die Region nördlich des River Oykel auf Sutherland auszuweiten. Nach Walter Bower war Gilbert hierfür die treibende Kraft gewesen.

## Bischof von Caithness
Nachdem im September 1222 Bischof Adam von Caithness ermordet worden war, zog König Alexander II. mit einem Heer nach Nordschottland, um die Mörder zu bestrafen. In Gegenwart des Königs und seiner Armee wurde Gilbert 1222 oder 1223 zum neuen Bischof gewählt. Da die Wahl damit eindeutig unter Druck des Königs stattfand, wurden die Umstände der Wahl von der Kurie getadelt, da sie den Beschlüssen des Vierten Laterankonzils widersprachen. Dieser Tadel hatte aber keine Folgen. Gilbert reorganisierte das Bistum, das bislang stark von den Earls of Caithness dominiert worden war. Er verlegte den Bischofssitz von Halkirk, wo sein Vorgänger ermordet worden war, nach dem an der Südgrenze des Bistums gelegenen Dornoch. Von dort war es nicht weit zu seiner Burg in Skelbo. In Dornoch begann Gilbert auf eigene Kosten mit dem Bau der Dornoch Cathedral, die von der Anlage her mit dem einschiffigen Chorraum und dem Vierungsturm der Kathedrale von Elgin ähnelt, die um die gleiche Zeit von Gilberts möglichen Verwandten Andrew Murray begonnen wurde, aber größer und wesentlich aufwändiger gestaltet wurde. Zudem begann er mit dem Aufbau eines Kathedralkapitels, dessen Regeln er nach dem Vorbild des Kathedralkapitels von Lincoln festlegte. Für den Unterhalt des Bischofs und der Kanoniker sollten alle Pfarreien des Bistums eine Abgabe leisten. Dies traf auf den Widerstand von Earl John of Caithness, der die Reformen von Gilbert ablehnte und versuchte, die Kontrolle über das Bistum zu behalten. Gilbert konnte sich aber weitgehend durchsetzen und den skandinavischen Einfluss, an dem seine beiden Vorgänger Adam und John gewaltsam gescheitert waren, begrenzen.
Als Bischof nahm Gilbert an mindestens zwei schottischen Synoden teil. Mehrfach wurde er von der Kurie beauftragt, kirchliche Streitfälle zu untersuchen. Möglicherweise besuchte Gilbert sogar Rom. Sein 1242 aufgesetztes Testament ist nicht erhalten. Er starb vermutlich auf dem bischöflichen Gut von Scrabster, wobei sein Todestag, aber nicht sein Todesjahr gesichert ist. Er wurde in der Kathedrale von Dornoch beigesetzt. Dort wurde wegen seiner persönlichen Religiosität und der unter ihm erfolgten Reorganisation des Bistums noch lange Zeit als Heiliger verehrt, womit er als letzter Schotte gilt, der vor der Reformation zum Heiligen erklärt wurde. Allerdings wurde nie eine offizielle Kanonisation eingeleitet. Sein Namenstag ist der 1. April. Sein Grab wurde 1570 während einer Fehde zwischen den Clans Murray of Dornoch und Mackays of Strathnaver entweiht und zerstört.